# Ciclismo ai Giochi della XXVIII Olimpiade - Corsa a punti femminile
La Corsa a punti femminile dei Giochi della XXVIII Olimpiade fu corsa il 25 agosto all'Athens Olympic Sports Complex. La medaglia d'oro fu vinta dalla russa Ol'ga Sljusareva.
Vide la partecipazione di 19 atlete. La prova consisteva nell'effettuare 100 giri di pista (25 km), effettuando 10 sprint (uno ogni 10 giri). A ogni sprint venivano assegnati cinque punti al primo, tre al secondo, due al terzo e uno al quarto classificato. Ulteriori punti potevano essere guadagnati doppiando il gruppo; in questo caso il ciclista guadagnava 20 punti. Al contrario, se il ciclista veniva doppiato dal gruppo, ne perdeva 20.

## Risultati
| Pos | Atleta                 | Sprint | P.ti Sprint | P.ti Giro | Punti Totali |
| --- | ---------------------- | ------ | ----------- | --------- | ------------ |
| 1   | Ol'ga Sljusareva       | ?      | 20          | 0         | 20           |
| 2   | Belem Guerrero         | ?      | 14          | 0         | 14           |
| 3   | María Luisa Calle      | ?      | 12          | 0         | 12           |
| 4   | Erin Mirabella         | ?      | 9           | 0         | 9            |
| 5   | Vera Carrara           | ?      | 8           | 0         | 8            |
| 6   | Sarah Ulmer            | ?      | 8           | 0         | 8            |
| 7   | Gema Pascual           | ?      | 7           | 0         | 7            |
| 8   | Katherine Bates        | ?      | 7           | 0         | 7            |
| 9   | Katrin Meinke          | ?      | 5           | 0         | 5            |
| 10  | Yoanka González        | ?      | 5           | 0         | 5            |
| 11  | Adrie Visser           | ?      | 5           | 0         | 5            |
| 12  | Emma Davies            | ?      | 4           | 0         | 4            |
| 13  | Sonia Huguet           | ?      | 2           | 0         | 2            |
| 14  | Li Meifang             | ?      | 1           | 0         | 1            |
| 15  | Lada Kozlíková         | ?      | 0           | 0         | 0            |
| 16  | Kyriaki Konstantinidou | ?      | 2           | -1        | -18          |
| 17  | Kim Yong-Mi            | ?      | 1           | -1        | -19          |
| 18  | Lyudmyla Vypyraylo     | ?      | 0           | -1        | -20          |
| DNF | Santia Tri Kusuma      | ?      | ?           | ?         | ?            |